# Cora Cané
Cora María Bertolé de Cané, más conocida como Cora Cané (Rosario, 23 de agosto de 1923 - Buenos Aires, 16 de abril de 2016), fue una periodista, libretista y escritora argentina. Desde 1957 escribió una sección en la contratapa del diario Clarín llamada «Clarín Porteño» (la más antigua del matutino) antes denominada «Notas del Amanecer».

## Biografía
De adolescente se trasladó a Buenos Aires donde se inició en el periodismo como colaboradora habitual de la revista El Hogar. En dicho medio publicó sus primeros versos y cuentos.  Comenzó a trabajar en Clarín el 28 de agosto de 1945, día de su fundación.
En 1957 luego de la muerte de su esposo, el poeta Luis Cané, que escribía la sección de Clarín «Notas del Amanecer», el fundador del diario, Roberto Noble, le pidió que continuase con esa sección, la cual luego fue renombrada como «Clarín Porteño», que incluye las subsecciones «Oído al pasar», «Palabra olvidada» y «Lo importante».
Cané desarrolló su carrera de libretista, productora y conductora en los canales 7, 9, 11 y 13. Uno de sus trabajos fue como productora artística del programa televisivo Almorzando con Mirtha Legrand. En cuanto a su desempeño radial, cumplió labores en Municipal, Excelsior, Belgrano y Splendid.

## Reconocimientos
En 1967 el Círculo Femenino la distinguió como la «Mujer del año en periodismo».
Integró la Academia Nacional de Periodismo como miembro emérito y tiene su sitial en la Academia Argentina de la Comunicación y la Academia Porteña del Lunfardo.
En 2005 fue reconocida como Personalidad Destacada de la Cultura por la Legislatura de la Ciudad de Buenos Aires.